# Miguel Juárez Celman
Miguel Juárez Celman (* 29. September 1844 in Córdoba; † 14. April 1909 in Arrecifes) war ein argentinischer Politiker. Er war Präsident von Argentinien zwischen dem 12. Oktober 1886 und dem 6. August 1890.

## Leben
Celman war zunächst Gouverneur von Córdoba. Er gelangte mit der Unterstützung seines Amtsvorgängers Julio Argentino Roca, mit dem er verschwägert war, an die Macht. Seine Wahl sowie seine Regierungszeit waren von Korruption und Machtmissbrauch gekennzeichnet. Celman wurde auch gleichzeitig Anführer des Partido Autonomista Nacional. Durch diese Unicato genannte Konstellation erhielt Celman eine umfangreiche Machtposition. Celman vertrat einen wirtschaftsliberalen Kurs und veranlasste Privatisierungen. 1890 erklärte die Regierung, Auslandsschulden nicht mehr bedienen zu können. In Opposition zu Celmans Regierung und auch auf Grund eines wirtschaftlichen Rückgang wurde die Unión Cívica gegründet, eine oppositionelle Gruppe, die sich später in die Unión Cívica Nacional und die Unión Cívica Radical spaltete. Die letztere war im 20. Jahrhundert in Argentinien eine der bedeutendsten politischen Parteien. Im Jahre 1890 kam es zu einer Revolution (Revolución del Parque) gegen Celman. Die revoltierenden Kräfte waren sich jedoch uneins und schließlich handelte Bartolomé Mitre (gegen den Willen des Mitrevolutionärs Leandro N. Alem) mit Julio Roca den Rücktritt Celmans aus. Dessen Vizepräsident Carlos Pellegrini übernahm die Macht.
Miguel Juárez Celman wurde 1888 Mitglied des Ritterordens vom Heiligen Grab zu Jerusalem und war erster Statthalter in Argentinien.